# 雅泰济纽
雅泰济纽是巴西巴拉那州的一个市镇。总面积159.18平方公里，总人口11587人，人口密度72.8人/平方公里。